# Banavie
Banavie (Schots-Gaelisch: Bainbhidh of Banbhaidh) is een dorp ongeveer 6 kilometer van Fort William in de Schotse lieutenancy Inverness in het raadsgebied Highland.
Banavie wordt bediend door het gelijknamige spoorwegstation op de West Highland Line.
In de buurt van Banavie bevindt zich Neptune's Staircase, een stelsel van acht sluizen dat deel uitmaakt van het Caledonisch Kanaal.